# 卡多什基诺
卡多什基诺（羅馬化：Kadoshkino）是俄罗斯莫尔多瓦共和国的工人村（市级镇）、卡多什基诺区行政中心，地处莫尔多瓦共和国中南部，在共和国首府萨兰斯克西南方。伏尔加河流域内莫克沙河一支流锡温河（Сивинь）流经该地。镇内设有同名铁路车站。
该地2021年人口有3,961人；2010年人口4,704；2002年人口4,874；1989年人口5,141。